# برايس ريفيس
برايس ريفيس هو سياسي أمريكي، ولد في 28 نوفمبر 1966 في كانوغا بارك ‏ في الولايات المتحدة. نشط حزبياً في الحزب الجمهوري. وقد انتخب عضو مجلس ولاية فرجينيا ‏.

## وصلات خارجية
- الموقع الرسمي